# Reinosa
Reinosa es un municipio de la comunidad autónoma de Cantabria, centro de la comarca de Campoo-Los Valles. Está surcado por los ríos Ebro, Híjar, Izarilla y río de Las Fuentes. El término municipal, con una población de 8526 habitantes (INE 2024), está rodeado completamente por el municipio de Campoo de Enmedio, siendo el municipio de menor superficie de Cantabria. Se encuentra en la ruta del Besaya del Camino de Santiago del Norte.

## Símbolos
Escudo

Escudo de Reinosa

El actual escudo heráldico municipal data de 1967 tras el informe favorable de la Real Academia de la Historia. Su descripción la siguiente:

En campo de gules guerrero vestido de armadura de acero, armado de lanza 2) de azur la torre de oro. 3) De azur el águila de oro; 4) El campo de plata y la flor de gules. Al timbre corona real.

Bandera
Por su parte, la bandera presenta la siguiente descripción:

Tres bandas horizontales de igual anchura, azules la superior y la inferior y roja la central, siendo atravesadas verticalmente por otra franja blanca de doble grosor y en cuyo centro geométrico se sitúa el escudo de la ciudad.

## Historia
El documento más antiguo sobre Reinosa tiene fecha del año 1000, donde figura con la denominación de "Renosa", aldea a la que se le asignan cuatro solares concedidos por el conde de Castilla, Sancho García. A partir de ahí, aparece mencionada en varios pleitos y escrituras que describen la dependencia jurisdiccional de las gentes allí asentadas respecto a las abadías de Santillana y Aguilar (abadengo), por un lado, y del marquesado de Argüeso y del Rey (behetría), por otro.
En una relación de propiedades de 1404, Reinosa se perfila ya como centro de un mercado incipiente y, años más tarde, se alude a ella como cabeza de la Merindad de Campoo, convirtiéndose en sede del Ayuntamiento General. Este Ayuntamiento lo componían Reinosa y siete Hermandades: Cinco Villas, Suso, Yuso, Enmedio, Los Carabeos, Valdeolea y Valdeprado, cada uno representado por un procurador síndico. Todos se reunían una vez al mes con el corregidor para tratar asuntos referentes a la administración de sus territorios.
Es en estos años finales de la Edad Media y principios de la Moderna cuando tienen lugar en Reinosa dos importantes visitas reales: 
La primera fue la del príncipe don Juan, en 1497. El hijo de los Reyes Católicos llega a la ciudad con su padre para encontrarse con su prometida, Margarita de Austria. Es probable que los novios se prometieran o se casaran en el edificio conocido como La Casa de las Princesas, situado en el centro de Reinosa.
La segunda presencia real fue la de Carlos V, que pasó por Reinosa durante su primer viaje a España procedente de Flandes (1517). Aquejado de una enfermedad, se hospeda en la casa del fundador del convento de San Francisco durante nueve días, hasta su recuperación. En esa fecha se estaba construyendo el convento y, un siglo más tarde, ya contaba con treinta religiosos. Reinosa, por su parte, tenía ya una población de 500 habitantes, de los que buena parte eran hidalgos renteros de sus mayorazgos, otros se dedicaban a actividades liberales y los más vivían del producto de sus huertas, del ganado y del pastoreo. En esa misma época, en 1521, durante la Revolución de las Comunidades de Castilla, la Merindad de Campoo con sede en Reinosa, acogió al corregidor Urrez enviado por la Santa Junta, quien junto a Gómez de Hoyos, capitán general de la jurisdicción, formó un ejército de 8000 hombres, en su mayoría campesinos. Este contingente fue fundamental para evitar los planes de hacer llegar hasta Burgos la artillería que habían conducido los realistas desde Fuenterrabía hasta Santander.

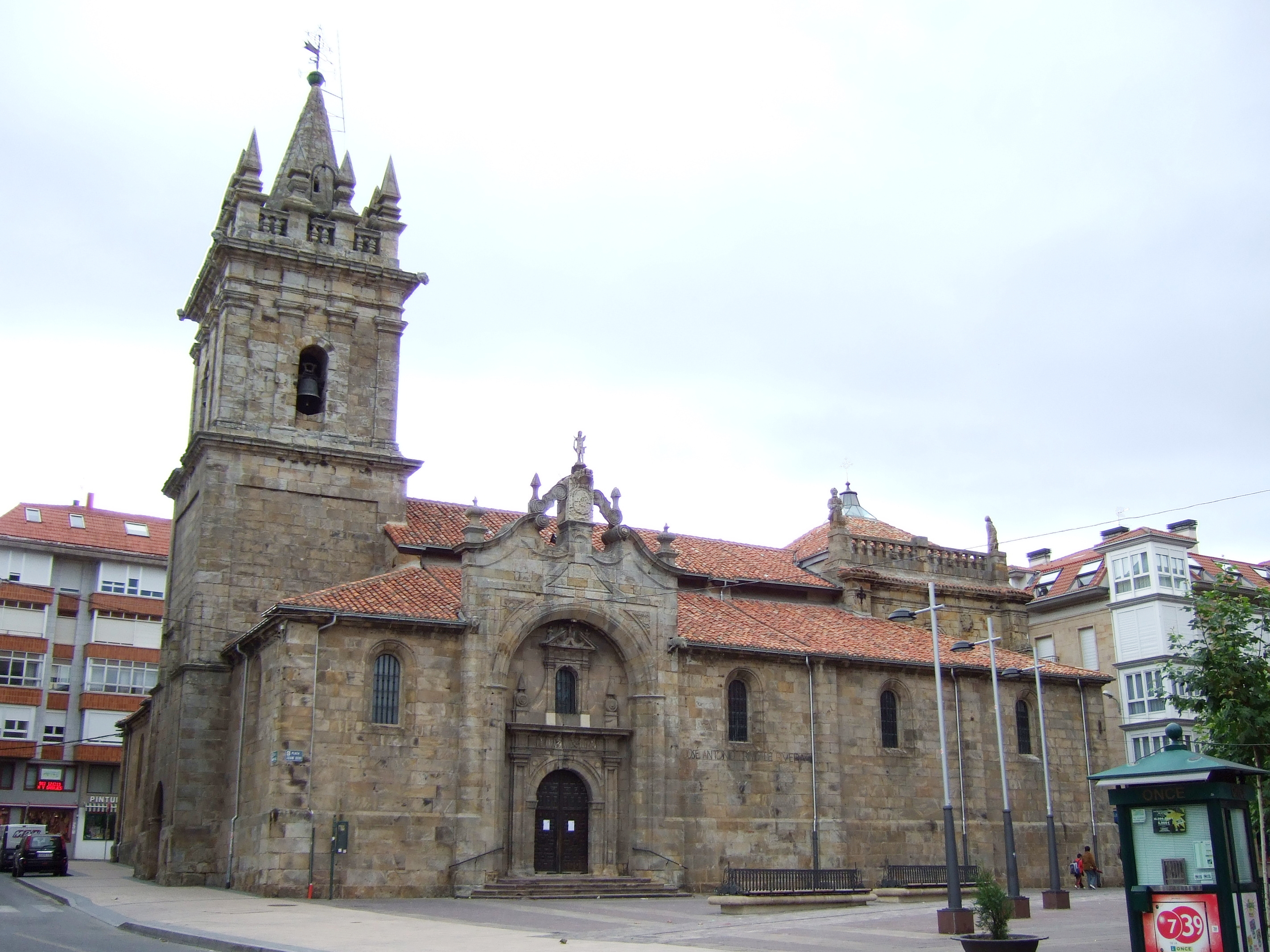
Iglesia de San Sebastián

Esta estructura económica cambia a partir del siglo XVIII cuando, bajo el reinado de los Borbones, se construyen el Camino Real y el puente del Ebro. Estas obras contribuyen al despegue económico de la comarca. La ciudad se convierte en un lugar bullicioso y próspero, donde los productos castellanos se almacenan en su camino hacia el puerto de Santander. Surgen alrededor de este comercio pequeños negocios como las herrerías, se construyen grandes molinos, se establecen compañías y se crean servicios como tiendas, boticas y notarías. En esta época se traslada el mercado de grano de los lunes a El Espolón y las dos ferias de ganado anuales, en Santiago y San Mateo, atraen a tratantes de zonas muy alejadas.

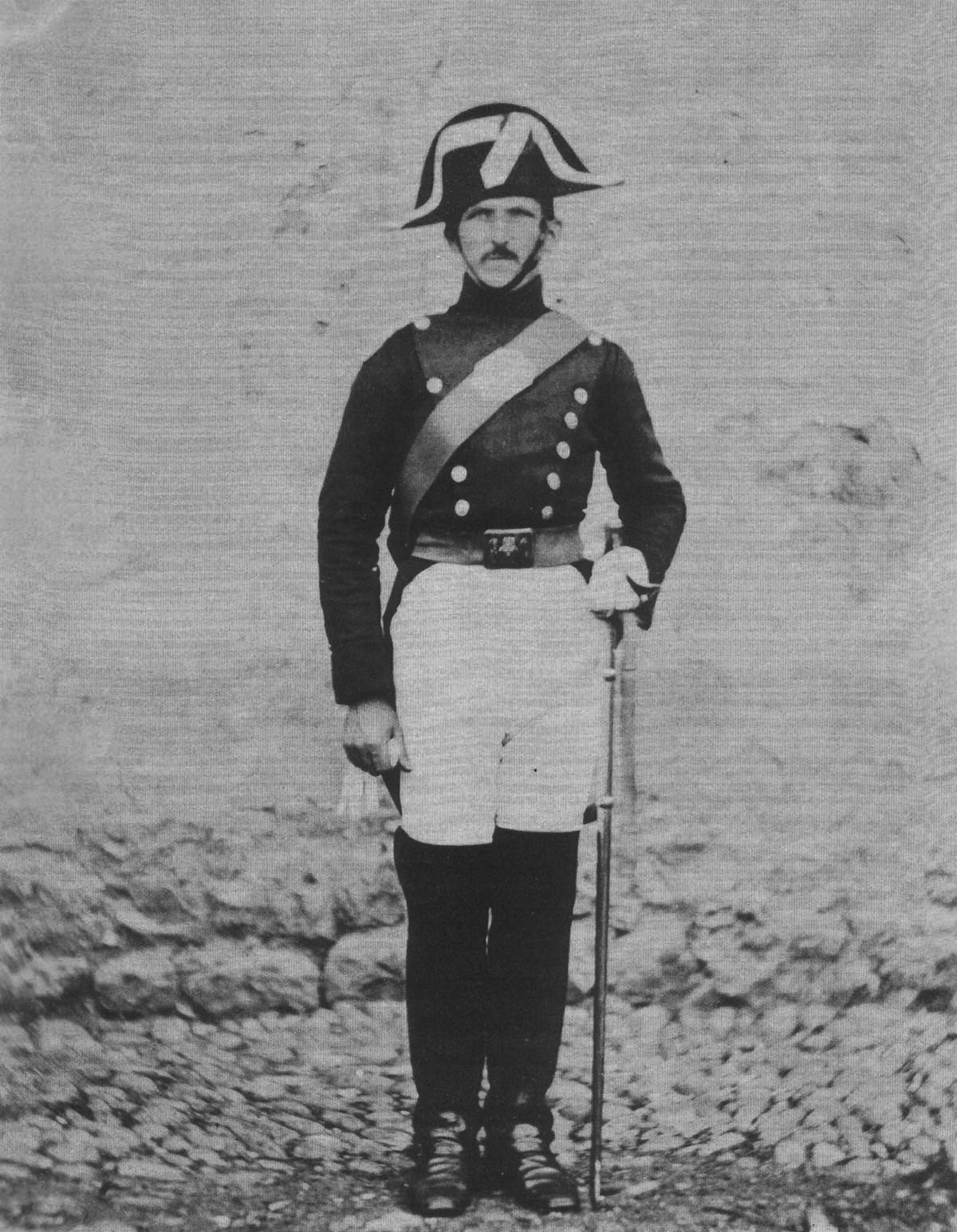
La primera fotografía tomada a un guardia civil se realizó en Reinosa entre 1855 y 1857

Con la llegada del ferrocarril, inaugurado el 28 de marzo de 1857, Reinosa va perdiendo importancia como cabeza del tráfico carretero, pero resurgirá con la instalación de industrias alimentarias (harina, queso, chocolate) y de una importante fábrica de vidrio (la de Santa Clara). Despega en estas fechas también la cultura, con destacados escritores como Sánchez Díaz (de la generación de 98), Ángel de los Ríos, Duque y Merino o pintores como Casimiro Sáinz.
El 4 de diciembre de 1918 varios concejales del ayuntamiento presentaron una moción con el objetivo de dar los primeros pasos de cara a solicitar la autonomía para una región cántabra compuesta por los ayuntamientos de Campoo de Suso, Campoo de Yuso, Enmedio, Las Rozas, Pesquera, Reinosa, San Miguel de Aguayo, Santiude de Reinosa, Valdeolea y Valdeprado, y con las mismas atribuciones que la autonomía catalana. La región autónoma campurriana tendría por capital Reinosa; el alcalde se negó a tratar la moción, levantando la sesión. Entrado el siglo XX, la vida económica de la ciudad estará condicionada por los altibajos que sufra la factoría "La Naval", una gran fábrica de fundición y forja creada en 1919 y que provocará un espectacular aumento de la población. Se tienen datos de que en 1923 ya trabajan en ella 1324 obreros, sin contar los puestos de trabajo de las empresas subsidiarias. Se construyen cañones y armamento para barcos, lo que significa que, durante la Guerra Civil, Reinosa fue un punto de interés estratégico para ambos bandos. Reinosa recibió el título de ciudad y su Ayuntamiento el tratamiento de Excelencia por Real Decreto n.º 1962 del rey Alfonso XIII el 22 de noviembre de 1927.
Terminada la contienda civil, la factoría y la población siguen en continuo aumento, hasta que la crisis del sector armamentístico y la política exterior obligan a reconvertir la fábrica. El desempleo y el malestar social llegan a su punto culminante en 1987, cuando los recortes de personal provocan una crisis económica que se traduce en un aumento del desempleo y un descenso de la población y de los servicios. Se sucedieron en ese año duras protestas y manifestaciones que se conocen como incidentes de Reinosa de 1987.
En los últimos años, el sector industrial ha experimentado cierta recuperación (ver epígrafe Campoo-Los Valles). Las principales empresas son Siderúrgicas del Norte Sidenor (mecánica pesada), Gamesa (generadores eléctricos), Cuétara (galletas), Columbia, de la Fundación ONCE y que da empleo a discapacitados, y Anchoas y Productos del Cantábrico.

## Geografía
El término municipal de Reinosa es un enclave dentro del término municipal de Campoo de Enmedio, por tanto se encuentra dentro de este y solo delimita con su único ayuntamiento vecino. Se trata de un pequeño municipio con muy escasa superficie, tan solo 4 115 625 m² (4,11 km² o 411 ha, 56 a y 25 m²) con una alta densidad de 3000 hab./km² (350 m²/hab.) los que se encuentran mayormente urbanizados y ocupados por suelo urbano, industrial y vías de comunicación. Tiene una escasa proporción de terrenos en estado natural (prados, praderas, ríos y otros cauces, etc). Su punto más alto es el mojón de las Escusas a 915,7 m sobre el nivel del mar, y el más bajo se encuentra a 842 m en el río Ebro junto al molino de don Gabino.

### Clima
Reinosa es una de las ciudades de España con las temperaturas medias más bajas. Según los datos de la AEMET, en Reinosa se midió la cuarta temperatura más baja de la historia de España desde que existen registros. Fue en el invierno de 1971 en el que se registraron -24,6 °C. El clima presenta muchos rasgos de la continentalidad típica de la meseta castellana (mayor insolación y contrastes térmicos que lo que es normal en el resto de Cantabria) pero matizados con alguna influencia del clima atlántico (precipitaciones abundantes y distribuidas a lo largo de todo el año) y de clima de montaña (bajas temperaturas). A pesar de la que la altitud de la ciudad no es muy elevada (851 metros), en la cordillera Cantábrica es normal que a estas altitudes ya se presenten algunos rasgos del clima de montaña, lo que provoca que Reinosa registre temperaturas similares a otras localidades de distintas zonas de España que se encuentran por encima de los 1000 metros de altitud. 
Así pues, los inviernos son muy fríos, con nevadas abundantes y registrándose heladas 90 días al año. Los veranos son templados aunque más calurosos que en el resto de Cantabria, debido a la lejanía del mar. Reflejo de esto son las fuertes oscilaciones térmicas anuales, con unas medias de temperatura de 8-10 °C y con predominio de los vientos del norte y del noroeste. Las precipitaciones más importantes se producen en primavera y otoño.
El portal www.meteocampoo.es dispone públicamente de una red de datos ambientales en tiempo real, con diez estaciones completas propias y otras bajo convenio con diversos colaboradores.
De acuerdo a los datos de la tabla a continuación y a los criterios de la clasificación climática de Köppen modificada el clima de Reinosa es de transición entre los tipos Cfb, es decir, clima oceánico atlántico y Csb,  clima oceánico mediterráneo.
| Parámetros climáticos promedio de Reinosa | Parámetros climáticos promedio de Reinosa | Parámetros climáticos promedio de Reinosa | Parámetros climáticos promedio de Reinosa | Parámetros climáticos promedio de Reinosa | Parámetros climáticos promedio de Reinosa | Parámetros climáticos promedio de Reinosa | Parámetros climáticos promedio de Reinosa | Parámetros climáticos promedio de Reinosa | Parámetros climáticos promedio de Reinosa | Parámetros climáticos promedio de Reinosa | Parámetros climáticos promedio de Reinosa | Parámetros climáticos promedio de Reinosa | Parámetros climáticos promedio de Reinosa |
| Mes                                       | Ene.                                      | Feb.                                      | Mar.                                      | Abr.                                      | May.                                      | Jun.                                      | Jul.                                      | Ago.                                      | Sep.                                      | Oct.                                      | Nov.                                      | Dic.                                      | Anual                                     |
| ----------------------------------------- | ----------------------------------------- | ----------------------------------------- | ----------------------------------------- | ----------------------------------------- | ----------------------------------------- | ----------------------------------------- | ----------------------------------------- | ----------------------------------------- | ----------------------------------------- | ----------------------------------------- | ----------------------------------------- | ----------------------------------------- | ----------------------------------------- |
| Temp. máx. media (°C)                     | 6.8                                       | 8                                         | 10.8                                      | 12.7                                      | 15.6                                      | 19.8                                      | 22.8                                      | 22.8                                      | 20.2                                      | 15.5                                      | 11.1                                      | 8.3                                       | 14.5                                      |
| Temp. media (°C)                          | 3.5                                       | 4.4                                       | 6.6                                       | 8.1                                       | 11                                        | 14.7                                      | 17.1                                      | 17.3                                      | 15.1                                      | 11.1                                      | 7.4                                       | 5.2                                       | 10.1                                      |
| Temp. mín. media (°C)                     | 0.3                                       | 0.8                                       | 2.5                                       | 3.6                                       | 6.4                                       | 9.6                                       | 11.5                                      | 11.9                                      | 10.1                                      | 6.8                                       | 3.8                                       | 2.2                                       | 5.8                                       |
| Precipitación total (mm)                  | 72                                        | 63                                        | 63                                        | 80                                        | 72                                        | 61                                        | 42                                        | 51                                        | 66                                        | 81                                        | 100                                       | 95                                        | 846                                       |
| Fuente: Climate-data.org                  |                                           |                                           |                                           |                                           |                                           |                                           |                                           |                                           |                                           |                                           |                                           |                                           |                                           |

### Comunicaciones

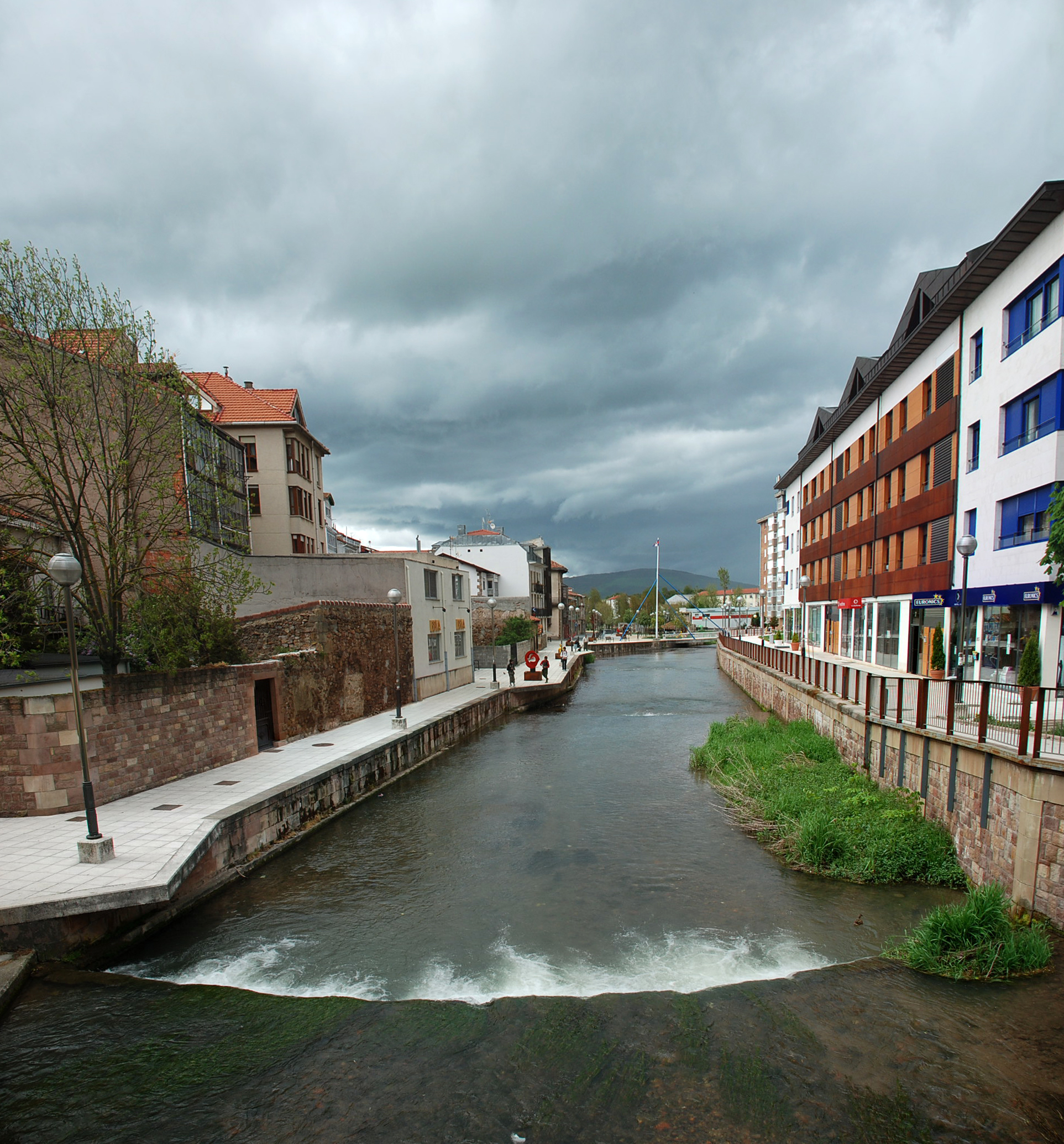
Río Ebro a su paso por Reinosa

La comunicación de Reinosa con Santander al norte estaba dificultada por el sinuoso tramo de la carretera N-611, conocido como el puerto de Hoces de Bárcena. Esta dificultad ha sido superada tras la construcción de la autovía de la Meseta y el viaducto de Montabliz, un puente de 700 m de longitud que salva un desnivel de 145 m. La misma autovía ha mejorado además la comunicación de Reinosa con la Meseta, al sur. Antes de la llegada del ferrocarril, cuando el transporte de mercancías entre la costa y la Meseta se hacía mediante tiros de bueyes y vacas, la industria de la carretería fue una de las más importantes en la economía de Reinosa.
El ferrocarril siempre ha tenido gran importancia en Reinosa. La estación de Reinosa se inauguró el 28 de marzo de 1857 cuando se concluyó el tramo Alar del Rey-Reinosa. Actualmente, una línea de cercanías de RENFE une Reinosa con Torrelavega y Santander. Además, desde la estación de Reinosa hay varios trenes diarios de media y larga distancia que unen la ciudad con Aguilar de Campoo, Palencia, Valladolid, Segovia y Madrid.
| Procedencia/Destino          | <        | Línea              | >               | Procedencia/Destino |
| ---------------------------- | -------- | ------------------ | --------------- | ------------------- |
| Estación de Santander (Adif) | Río Ebro | C1 Cercanías Renfe | Inicio de línea | Inicio de línea     |

## Servicios

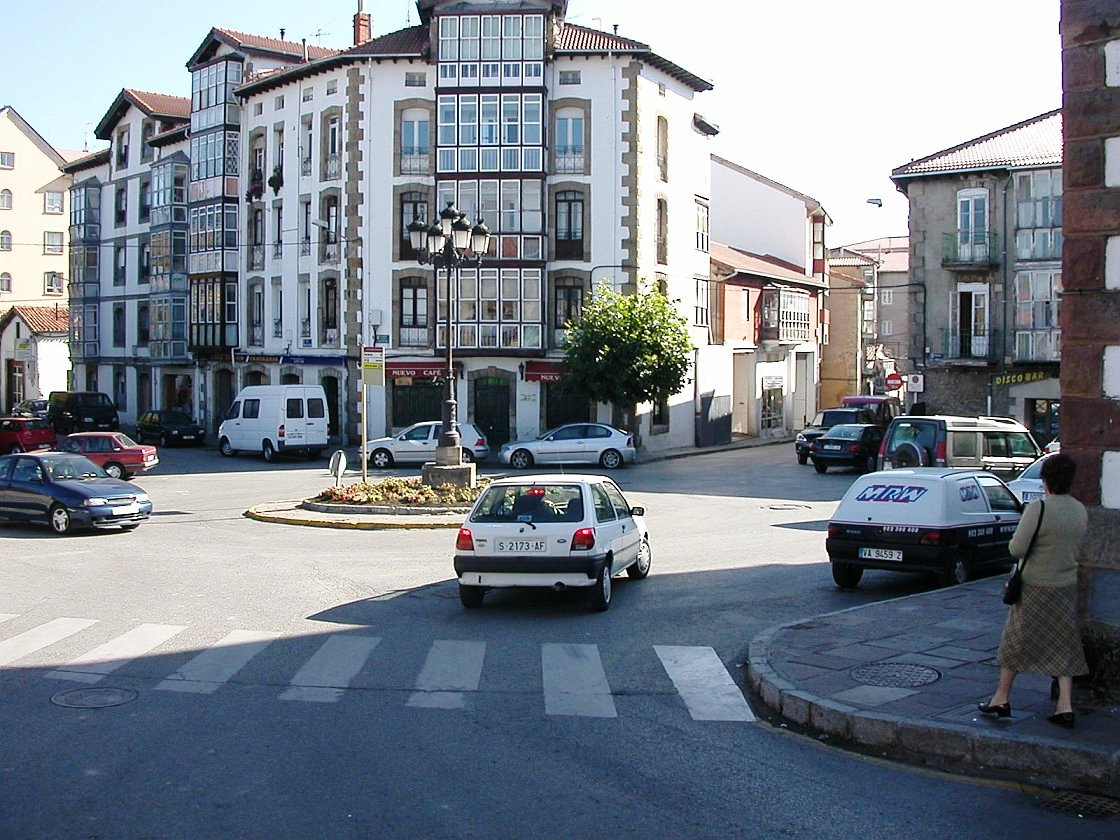
Plaza de la Libertad

Reinosa, al ejercer como capital de la comarca de Campoo-Los Valles, dispone de un gran número de servicios públicos, que en algunos casos son superiores a los que le corresponderían por su población. Sin embargo, esto es debido a su papel como capital y al aislamiento de la comarca debido a la gran distancia de la comarca de Campoo-Los Valles con el resto de Cantabria y especialmente a la lejanía de Reinosa con Santander.
Así, Reinosa dispone de una sede de la Agencia Tributaria, oficina de empleo, delegación del Ministerio de Fomento, oficinas del Gobierno de Cantabria, un cuartel de la Guardia Civil, un parque de bomberos y otro de Protección Civil, distintas agrupaciones sociales, centros de ancianos y desde el año 2010 un hospital, el Hospital Tres Mares, que presta servicio a Reinosa y toda su comarca.

## Demografía
Reinosa cuenta con una población de 8526 habitantes (INE 2024).
| Gráfica de evolución demográfica de Reinosa entre 1842 y 2021                                                       |
| |
| Población de derecho según los censos de población del INE Población de hecho según los censos de población del INE |

La ciudad vivió un fortísimo crecimiento demográfico a principios del siglo XX y muy especialmente en los años 20 con el establecimiento de diversas industrias de metalurgia. Alcanzó su máximo de población en los años 80, momento en el que con la reconversión industrial las factorías de la comarca fueron perdiendo progresivamente importancia, lo que obligó a muchos habitantes a emigrar. Desde entonces la población de Reinosa ha descendido en algunos casos de manera bastante acusada. Es importante destacar que debido al desarrollo de las infraestructuras mucha población potencial de Reinosa que trabaja de forma diaria en sus fábricas, centros de salud o centros educativos deciden residir fuera de la misma, esto es debido debido principalmente al clima, tamaño y su posición remota respecto a otras ciudades, resultando poco atractiva para los profesionales. En el año 2013 la población de la ciudad se situó por debajo de los 10 000 habitantes, cifra que no era tan baja desde los años 50. 
En 2023, Reinosa contaba con un total de 591 residentes extranjeros, cifra que ha crecido de manera constante en los últimos años y representa aproximadamente el 7 % de la población total del municipio. Este porcentaje es similar a la media de Cantabria, aunque significativamente inferior a la media nacional, que supera el 13 %. Sin embargo, el aumento de la población inmigrante no ha logrado compensar la disminución de la población nacional.

## Economía

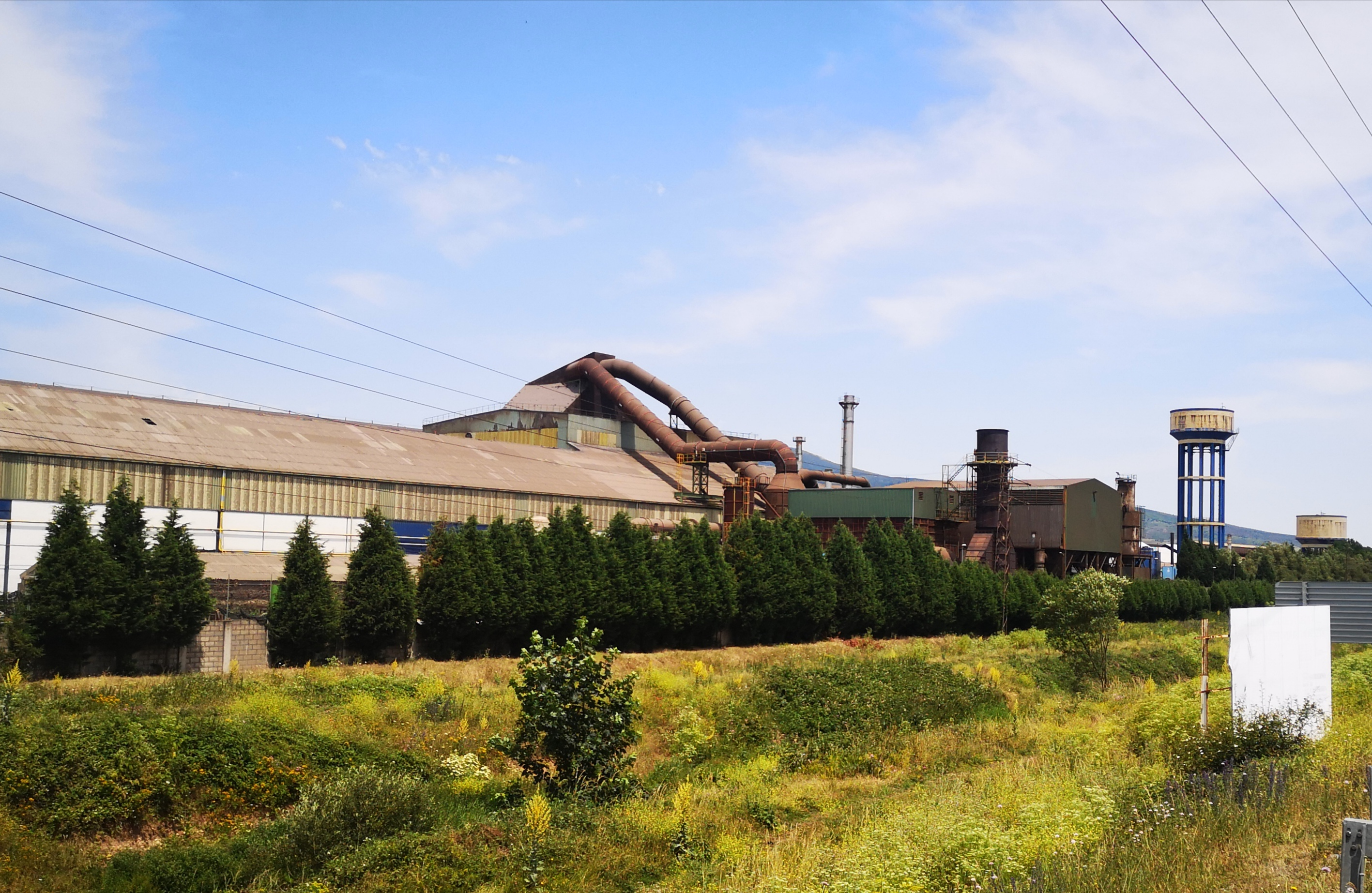
Aspecto exterior de la factoría de Sidenor Reinosa en 2020

La industria ha sido tradicionalmente la actividad más importante de Reinosa, especialmente la siderurgia y la industria alimentaria. No obstante, esta actividad ha ido perdiendo peso en las últimas décadas. El sector servicios es hoy en día el más importante para la localidad, al ejercer como capital de la comarca de Campoo-Los Valles.
Los deportes de invierno y la cercana estación de esquí y montaña de Alto Campoo son también una importante fuente de riqueza para la ciudad, sobre todo para el sector hostelero y el alojamiento rural.

## Administración y política
El alcalde de Reinosa desde 2023 es José Luis López Vielba del Partido Popular con el apoyo del Partido Regionalista de Cantabria.
| Periodo   | Nombre                       | Partido | Partido                                 |
| --------- | ---------------------------- | ------- | --------------------------------------- |
| 2003-2023 | José Miguel Barrio Fernández |         | Partido Regionalista de Cantabria (PRC) |
| 2023-act. | José Luis López Vielba       |         | Partido Popular (PP)                    |

| Partido político                         | 2023  | 2023  | 2023       | 2019  | 2019  | 2019       | 2015  | 2015  | 2015       | 2011  | 2011  | 2011       | 2007  | 2007  | 2007    |
| Partido político                         | %     | Votos | Concejales | %     | Votos | Concejales | %     | Votos | Concejales | %     | Votos | Concejales | %     | Votos | Concej. |
| Partido Socialista Obrero Español (PSOE) | 31,81 | 1588  | 4          | 23,83 | 1283  | 3          | 15,55 | 859   | 2          | 21,06 | 1272  | 4          | 21,10 | 1358  | 4       |
| Partido Popular (PP)                     | 30,09 | 1502  | 4          | 26,02 | 1401  | 4          | 28,18 | 1557  | 4          | 40,81 | 2465  | 8          | 37,80 | 2433  | 7       |
| Partido Regionalista de Cantabria (PRC)  | 19,47 | 972   | 3          | 36,88 | 1986  | 5          | 36,52 | 2018  | 6          | 28,56 | 1725  | 5          | 25,56 | 1645  | 4       |
| Reinosa En Común (REC)                   | 6,95  | 347   | 1          | 8,95  | 482   | 1          | 11,28 | 623   | 1          | —     | —     | —          | —     | —     | —       |
| Izquierda Unida (IU)-Podemos             | 3,12  | 3433  | 0          | —     | —     | —          | —     | —     | —          | 4,85  | 293   | 0          | 5,61  | 361   | 1       |
| Unidad Cántabra (UCn)                    | —     | —     | —          | —     | —     | —          | —     | —     | —          | —     | —     | —          | 7,15  | 460   | 1       |

## Ciudades hermanadas
- Deltebre (España)
- Reynosa (México)